# Podocarpus hispaniolensis
Podocarpus hispaniolensis — вид хвойних рослин родини подокарпових.

## Поширення, екологія
Країни поширення: Домініканська Республіка. Росте в листяних вічнозелених дощових лісах часто з пальмою Prestoea montana. Інші пов'язані види: Clusia clusioides, Cyrilla racemiflora, Byrsonima lucida, Didymopanax tremulus, Haenianthus salicifolius var. obovatus і Magnolia pallescens. Знайдений між 750 і 1620 м над рівнем моря.

## Використання
Деревина високо цінується в будівництві.

## Загрози та охорона
Середовище проживання знаходиться під постійними загрозами з рубок і через цінну деревину виду особливо загрожують вибіркові рубки. Рослини особливо уразливі на більш низьких висотах, де кавові плантації і сільське господарство викликали збезлісення. Цей вид записаний у кількох охоронних районів, включаючи ісп. Reserva Cientfica Ebano Verde de Republica Dominicana.